# Zwischenahner Meer
Zwischenahner Meer – jezioro w Niemczech, w kraju związkowym Dolna Saksonia. Powierzchnia tego jeziora wynosi około 5,5 km².